# Der Babysitter-Cop – One 2 Ka 4
Der Babysitter-Cop – One 2 Ka 4 (Hindi वन टू का फोर) ist ein Hindi-Film von Shashilal Nair aus dem Jahr 2001.

## Handlung
Javed und Arun, Polizeibeamte einer Spezialeinheit, verhaften den Drogenbaron KKV.
Javed wird erschossen. KKV kommt frei, indem er seine einflussreichen Beziehungen nutzt. 
Arun passt auf Javeds Kinder auf, die ihm Javed testamentarisch hinterlassen hat, doch diese lehnen ihn ab. Er nimmt Geetas Hilfe an, um sie zu erziehen und zu betreuen. Eine enge Beziehung entsteht zwischen Geeta und den Kindern. 
Die Dinge nehmen eine dramatische Wende, als Arun eine Frau sieht, die Geeta aufs Haar ähnelt und die in dem Nachtclub tanzt, der dem Hauptverdächtigen des Mordes an Javed gehört. 
Das Geld wird knapp und Arun, Geeta und Champak müssen mit den  Kindern Javeds Haus verlassen. Sie ziehen in Aruns altes Apartment, das allerdings sehr eng ist. Arum und Geeta kommen sich näher.
Eines Nachts geschieht ein Raubüberfall im Flamingo Club. Der Räuber flieht und stellt eine Tasche mit Geld vor dem Victoria-Waisenhaus ab. 
Kurze Zeit später erwirbt Arun ein schönes geräumiges Haus in einer gehobenen Gegend, das genug Platz für alle bietet. Nach und nach gewinnt er auch die Herzen der Kinder.
Als Arun eines Morgens zu spät erwacht und nach Geeta ruft, findet er unter dem Telefon einen Rekorder mit Geetas Stimme, die er mehrfach gehört hat, wenn er zuhause angerufen hatte. Kurz darauf wird das Haus von der Polizei durchsucht und man findet die vermeintlichen Drogen, die aus dem Tresor des Dezernats verschwunden waren, unter der Matratze im Schlafzimmer. 
Arun wird angeklagt. Als Hauptzeugin des nächtlichen Raubüberfalls wird Undercoveragentin Geeta Choudhary gehört, die Arun an der Stimme und anhand einer Geste erkannt hatte. Sie gesteht vor Gericht ebenfalls, dass sie Arun liebt. Arun wird vom Dienst suspendiert, gibt jedoch nicht auf, nach Javeds Mörder zu suchen, den er letztendlich auch unter seinen ehemaligen Kollegen findet und hinrichtet.
Der dem Waisenhaus vorstehende Priester gibt das Geld wieder zurück und Arun bekommt seine Dienstmarke wieder. Um den fehlenden Betrag aufzubringen, den Arun zum Kauf des Hauses brauchte, beschließen seine Kollegen mit einem Teil ihres Gehalts dazu beizutragen.

## Musik
| # | Titel                             | Sänger                                         | Länge |
| - | --------------------------------- | ---------------------------------------------- | ----- |
| 1 | "Allay Allay"                     | Shaan, Sukhwinder Singh, Srinivas              | 05:58 |
| 2 | "Haye Dil Ki Bazi Laga"           | Alka Yagnik, Sonu Nigam                        | 04:29 |
| 3 | "I Am Sorry"                      | Udit Narayan, Shaan, Srinivas & Kavita Paudwal | 05:31 |
| 4 | "Khamoshiyan Gungunane Lagi (I)"  | Lata Mangeshkar, Sonu Nigam                    | 05:27 |
| 5 | "Khamoshiyan Gungunane Lagi (II)" | Lata Mangeshkar, Sonu Nigam                    | 05:20 |
| 6 | "One Two Ka Four"                 | Clinton Cerejo                                 | 03:29 |
| 7 | "Osaka Muraiya"                   | Rageshwari, Sonu Nigam                         | 05:44 |
| 8 | "Sona Nahin Na Sahi"              | Alka Yagnik, Udit Narayan                      | 06:15 |